# 良婦羞辱
良婦羞辱（英語：prude shaming），是攻擊女性為保守、不夠性開放的「良婦」，就像需要人「開發」的孩子，應接受他人性騷擾與性攻擊。與蕩婦羞辱指責女性不檢點相反，良婦羞辱是指責女性行為過於檢點。